# Paecilaema amazonica
Paecilaema amazonica is een hooiwagen uit de familie Cosmetidae.